# Лягайка
Лягайка — река в России, протекает в Кудымкарском районе Пермского края. Устье реки находится в 7,9 км по левому берегу реки Полва. Длина реки составляет 12 км.
Истое реки в лесном массиве на Верхнекамской возвышенности в 14 км к юго-западу от села Верх-Юсьва. Река течёт на юг, всё течение кроме устья проходит по ненаселённому лесу. Впадает в Полву у деревни Карпина.

## Данные водного реестра
По данным государственного водного реестра России относится к Камскому бассейновому округу, водохозяйственный участок реки — Кама от города Березники до Камского гидроузла, без реки Косьва (от истока до Широковского гидроузла), Чусовая и Сылва, речной подбассейн реки — бассейны притоков Камы до впадения Белой. Речной бассейн реки — Кама.
Код объекта в государственном водном реестре — 10010100912111100009295.